# Аденілаткіназа-2
Аденілаткіназа-2 (англ. Adenylate kinase 2) – білок, який кодується геном AK2, розташованим у людей на короткому плечі 1-ї хромосоми. Довжина поліпептидного ланцюга білка становить 239 амінокислот, а молекулярна маса — 26 478.
| 10         |  | 20         |  | 30         |  | 40         |  | 50         |
| ---------- |  | ---------- |  | ---------- |  | ---------- |  | ---------- |
| MAPSVPAAEP |  | EYPKGIRAVL |  | LGPPGAGKGT |  | QAPRLAENFC |  | VCHLATGDML |
| RAMVASGSEL |  | GKKLKATMDA |  | GKLVSDEMVV |  | ELIEKNLETP |  | LCKNGFLLDG |
| FPRTVRQAEM |  | LDDLMEKRKE |  | KLDSVIEFSI |  | PDSLLIRRIT |  | GRLIHPKSGR |
| SYHEEFNPPK |  | EPMKDDITGE |  | PLIRRSDDNE |  | KALKIRLQAY |  | HTQTTPLIEY |
| YRKRGIHSAI |  | DASQTPDVVF |  | ASILAAFSKA |  | TCKDLVMFI  |  |            |

A: Аланін

C: Цистеїн

D: Аспарагінова кислота

E: Глутамінова кислота

F: Фенілаланін

G: Гліцин

H: Гістидин

I: Ізолейцин

K: Лізин

L: Лейцин

M: Метіонін

N: Аспарагін

P: Пролін

Q: Глутамін

R: Аргінін

S: Серин

T: Треонін

V: Валін

Цей білок за функціями належить до трансфераз, кіназ. 
Білок має сайт для зв'язування з АТФ, нуклеотидами. 
Локалізований у мітохондрії.